# Аллерс, Кристиан Вильгельм
Кристиан Вильгельм Аллерс (нем. Christian Wilhelm Allers; 6 августа 1857, Гамбург — 19 октября 1915 Карлсруэ) — немецкий художник и гравёр. Был вовлечён в скандал совместно с Фридрихом Альфредом Круппом, связанный с обвинениями в однополых контактах.

## Биография
Кристиан Вильгельм Аллерс родился 6 августа 1857 года в городе Гамбурге в семье коммерсанта. 
Начинал литографом в Гамбурге, затем в 1877 году переехал в Карлсруэ. Учился в Академии художеств у Фердинанда Келлера. В 1880—1881 годах служил на имперском флоте в Киле. Аллерс прославился своими альбомами графики и книжными иллюстрациями, построил себе дом в Карлсруэ и приобрёл виллу на Капри, где принимал многих знаменитостей из Германии и других стран мира.
Осенью 1902 года Аллерс был обвинён в однополых контактах в связи со скандалом вокруг Фридриха Альфреда Круппа и в 1903 году был приговорён итальянским судом к четырём с половиной годам тюремного заключения. Аллерс бежал из Италии и пустился в путешествия по всему миру. Продолжал заниматься графикой и зарабатывал на жизнь портретами. Его цветные работы обычно создавались на основе карандашного рисунка, которые впоследствии были раскрашены. 
Кристиан Вильгельм Аллерс умер 19 октября 1915 года в городе Карлсруэ, вскоре после возвращения в Германию.

## Галерея
- Портрет капитана Ле Маршана
- Портрет миссис Ле Маршан
- Ганимед
- Мальчик
- Берлинский кучер.
- Отто фон Бисмарк выходит на прогулку
- В лагере Валленштейна (сцена из спектакля)
- Сцена из спектакля «Мнимый больной»
- Актёр Александр Бартель в роли Марка Антония
- Репетиция сцены из трагедии «Юлий Цезарь».
- Немецкий путешественник представляет Бисмарку африканца.